# Rebecca Breeds
Rebecca Chloe Breeds-Mitchell (17 de junio de 1987) es una actriz australiana, conocida por haber interpretado a Cassie Cometti en la serie australiana Blue Water High y a Ruby Buckton en Home and Away.

## Biografía
Rebecca es hija de Julian y Janet Breeds. Asistió a la escuela cristiana Sutherland Shire y al St Andrew's Cathedral School.
Es muy buena amiga de los actores Sophie Luck, Lachlan Buchanan, Lincoln Younes, Harry Cook, Kain O'Keeffe y Tessa James.
En febrero del 2010 comenzó a salir con el actor Luke Mitchell. En mayo del 2012 la pareja anunció que se habían comprometido. La pareja se casó en enero del 2013.

## Carrera
Breeds comenzó su carrera haciendo comerciales.
En el 2000 participó en el episodio "Jump in the Mouth" de la serie Water Rats. 
En el 2008 interpretó a Leah en la película australiana Newcastle. Ese mismo año interpretó a la surfista Cassie Cometti en la tercera temporada de la serie Blue Water High, aunque anteriormente ya había aparecido en la serie en el año 2006, durante el tercer episodio de la segunda temporada, interpretando a otro personaje, llamado Tina.
El 20 de junio de 2008 se unió al elenco de la exitosa serie australiana Home and Away, donde interpretó a la problemática Ruby Buckton, finalizando su aparición en la serie el 15 de agosto de 2012, luego de que su personaje fuera arrestado y enviado a la cárcel por cortar los frenos del coche de Indigo Walker, lo que ocasionó que su hermano Dexter Walker sufriera un accidente que lo dejó luchando por su vida.
En el 2013 Breeds se unió al elenco principal de la serie cómica estadounidense We Are Men donde interpretó a la neurótica Julie Bober, la hija de Frank (Tony Shalhoub). La serie fue cancelada después de tan sólo dos episodios. Ese mismo año interpretó a Stella en la película Bhaag Milkha Bhaag.
En el 2015 apareció como invitada en la sexta sesión de la popular serie Pretty Little Liars donde interpretó a Nicole Gordon.
Ese mismo año se unió al elenco recurrente de la tercera temporada de la serie The Originals donde interpreta a la vampiro Aurora de Martel, la primera en ser convertida por Rebekah Mikaelson (Claire Holt).
En el 2016 apareció en la miniserie Molly donde dio vida a Camille, la prometida de Molly Meldrum (Samuel Johnson).
En febrero del mismo año se anunció que Rebecca se había unido al elenco principal de la nueva serie piloto: "Miranda’s Rights" donde dará vida a la abogada Miranda Coale.

## Filmografía
| Películas            | Películas                      | Películas               | Películas        |
| Año                  | Título                         | Personaje               | Notas            |
| -------------------- | ------------------------------ | ----------------------- | ---------------- |
| 2008                 | Newcastle                      | Leah                    | Papel secundario |
| 2011                 | Scent                          | Emma                    | Cortometraje     |
| 2013                 | Bhaag Milkha Bhaag             | Stella                  | Papel secundario |
| 2017                 | Three Summers                  | Keevy                   | Papel secundario |
| Series de televisión |                                |                         |                  |
| Año                  | Título                         | Personaje               | Notas            |
| 2000                 | Water Rats                     | Rebecca                 | 1 episodio       |
| 2006 - 2008          | Blue Water High                | Cassie Cometti          | 27 episodios     |
| 2008 - 2012          | Home and Away                  | Ruby Buckton            | 388 episodios    |
| 2013                 | We Are Men                     | Abby Russo              | 5 episodios      |
| 2015 - 2016          | The Originals                  | Aurora de Martel        | 14 episodios     |
| 2015 - 2017          | Pretty Little Liars            | Nicole Gordon           | 5 episodios      |
| 2016                 | Molly                          | Camille                 | 2 episodios      |
| 2016                 | Miranda’s Rights               | Miranda Coale           | 1 episodio       |
| 2017                 | The Brave                      | Megan James             | 1 episodio       |
| 2019                 | The Code                       | NCIS Agent Scout Manion | 2 episodios      |
| 2021 - presente      | Clarice                        | Clarice Starling        | Elenco principal |
| 2021                 | Legacies (serie de televisión) | Aurora de Martel        | 10 episodios     |

## Premios y nominaciones
| Año  | Categoría                                       | Premio                  | Serie         | Resultado |
| ---- | ----------------------------------------------- | ----------------------- | ------------- | --------- |
| 2009 | Most New Popular Female Actress                 | Logie Award             | Home and Away | Nominada  |
| 2010 | The So-Fresh-And-So-Clean Soap Star Of The Year | Dolly Teen Choice Award | Home and Away | Nominada  |
| 2010 | Most Popular Actress                            | Silver Logie Award      | Home and Away | Nominada  |